# مركز أصدقاء البيئة
مركز أصدقاء البيئة منظمة بيئية تأسست عام 1992 في قطر بهدف تعزيز الوعي البيئي وتطوير مبادرات الحفاظ على البيئة.  اعتبارًا من عام 2015، أصبح سيف الحجري رئيسًا للمنظمة. 

## تاريخ
تأسست المنظمة في عام 1992. 

## أنشطة
لعبت لجنة مكافحة التدخين دورًا فعالًا في رفع مستوى الوعي المحلي بشأن الآثار السلبية المرتبطة بالتدخين . وتشمل الأساليب المستخدمة تنظيم المؤتمرات الدولية  وإعداد الدراسات التي توضح آثارها الاقتصادية والصحية والبيئية. 
نظم حدث سنوي يُعرف باسم "زهرة كل ربيع" من قبل FEC لتعزيز الوعي البيئي.  خلال الحدث، يتم العمل على تنظيم العديد من الرحلات الميدانية والمعارض بهدف تعريف المشاركين بالحيوانات المحلية في قطر.  أقيمت النسخة الافتتاحية في عام 1999. 
في تشرين الثاني 2012، إطلق مؤتمر معروف باسم مؤتمر الأطفال بشأن تغير المناخ (C4) بالتعاون المشترك بين FEC ومؤسسة Kainat. يعمل هذا الحدث بطريقة مشابهة لنموذج الأمم المتحدة ، وكان الغرض منه توفير منصة للشباب لمناقشة المشاكل البيئية والحلول. 
أطلقت مؤسسة أصدقاء البيئة، بالشراكة مع شركة ساسول من جنوب أفريقيا، تطبيق قطر إي نيتشر للهواتف الذكية في ديسمبر 2013. في البداية، كان التطبيق يحتوي فقط على قاعدة بيانات للنباتات والطيور والحشرات الموجودة داخل البلاد. تم تحديث قاعدة البيانات الخاصة به في نوفمبر 2014 لتغطية الثدييات والزواحف المحلية.  في أبريل 2015، حصل التطبيق على جائزة "أفضل تطبيق حكومي ذكي عربي" في حفل توزيع جوائز الحكومة الذكية. 
وأعلن في مايو 2015 أن المنظمة أصدرت أول دليل ميداني على الإطلاق للطيور في قطر. يحتوي الكتاب على معلومات وتصويرات لـ 323 نوعًا من الطيور التي تظهر في البلاد. 